# Джон Бузуку

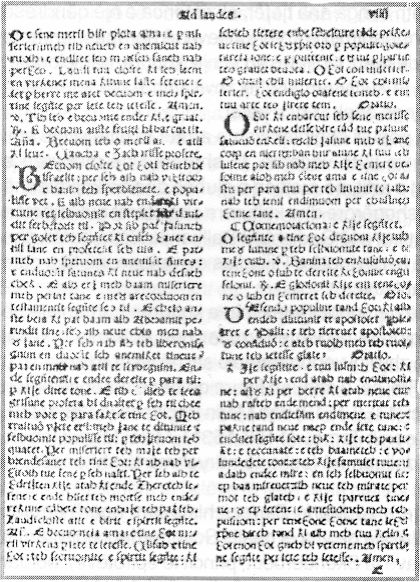
Міссал у перекладі Джона Бузуку (близько 1555), перша друкована книга в Албанії

Джон Бузуку (алб. Gjon Buzuku; XVI століття) — албанський католицький єпископ, автор першої друкованої книги албанською мовою — Мешарі, виданої імовірно у Венеції у 1555 році.
Детальної інформації про біографію Джона Бузуку не існує. Деяка інформація про нього міститься у колофоні книги Мешарі. Вважається, що він народився 6 березня 1499 у селі Ляре біля міста Бар (сьогодні — Чорногорія) і був єпископом двох католицьких єпархій у північній Албанії. Він почав переводити латинську богослужбову книгу Missale на північний діалект албанської мови 20 березня 1554 і закінчив переклад 5 січня 1555. Мешарі була видана їм імовірно у Венеції у 1555 році.
У 1740 році оригінал книги був виявлений албанським єпископом у Скоп'є. У 1910 році була виявлена повна копія книги Мешарі, що мала 188 сторінок. Оригінал Мешарі без колонтитулу і перших 16 сторінок знаходиться у Ватиканській бібліотеці.